# Agon-Coutainville
 Agon-Coutainville  es una población y comuna francesa, en la región de Baja Normandía, departamento de Mancha, en el distrito de Coutances y cantón de Saint-Malo-de-la-Lande.

## Geografía
Coutainville es una estación balnearia situada frente a la isla de Jersey.
Al sur de la población se encuentra el cabo de Pointe d'Agon, que cierra el estuario del río Sienne.

## Demografía
| 1754 | 2551 | 2341 | 2280 | 2349 | 2321 | 2510 | 2723 |
| Para los censos de 1962 a 1999 la población legal corresponde a la población sin duplicidades (Fuente: INSEE [Consultar]) |      |      |      |      |      |      |      |

Su aglomeración urbana también incluye Blainville-sur-Mer y Tourville-sur-Sienne. Tiene una superficie de 31,45 km² y una población (censo de 1999) de 4.631 habitantes
| 3330 | 4040 | 3872 | 3745 | 3782 | 3875 | 4174 | 4631 |
| Para los censos de 1962 a 1999 la población legal corresponde a la población sin duplicidades (Fuente: INSEE [Consultar]) |      |      |      |      |      |      |      |